# Rivian R1S
Rivian R1S je připravované sedmimístné elektrické SUV americké automobilky Rivian. Do produkce šel v roce 2021, tedy několik měsíců po zahájení sériové výroby pick-upu Rivian R1T. Stejně jako R1T, i R1S bude mít na podvozku umístěné veškeré těžké komponenty, jako jsou čtyři elektromotory, baterie, brzdová soustava či chladicí systém. Stejné budou i kapacity baterií v jednotlivých verzí, ty budou dosahovat 105 kWh, 135 kWh a 180 kWh. Pro dvě první verze bude možnost zvolit sedmimístnou konfiguraci vozu. Dojezd je oproti R1T oznámen mírně vyšší, přibližně o 16 km; 384 km, 496 km a 656 km.